# Jordan White (calciatore)
Jordan Neil White (Bellshill, 4 febbraio 1992) è un calciatore scozzese, attaccante del Ross County.

## Carriera
Cresciuto nelle giovanili del Dunfermline, non esordisce mai in prima squadra. Dopo alcuni prestiti in serie minori, nel 2011 esordisce in massima serie del campionato irlandese, vestendo la maglia del Drogheda Utd, in cui realizza un'unica rete il 3 settembre 2011. Nel 2017 si trasferisce in National League, prima di ritornare in Scozia due anni dopo ed esordire in massima serie il 3 agosto 2020 con la maglia del Motherwell.

## Palmarès

### Club

#### Competizioni nazionali
- Scottish Challenge Cup: 3

Falkirk: 2011-2012
Livingston: 2014-2015
Inverness: 2019-2020